# Championnat de Birmanie de football 2018
Navigation
Saison précédente Saison suivante
Le Championnat de Birmanie de football 2018 est la onzième édition de la Myanmar National League. Les douze meilleurs clubs du pays sont regroupés au sein d'une poule unique où ils s'affrontent deux fois, à domicile et à l'extérieur. Les deux derniers du classement final sont relégués et remplacés par les deux meilleurs clubs de D2.
C'est le club de Yangon United qui est sacré cette saison après avoir terminé en tête du classement final, avec un point d’avance sur Shan United. C'est le cinquième titre de champion de Birmanie de l'histoire du club, qui réussit même le doublé en s'imposant face à Hantharwady United en finale de la Coupe de Birmanie.

## Qualifications continentales
Le champion de Birmanie se qualifie pour le tour préliminaire de la Ligue des champions de l'AFC, le vainqueur de la Coupe de Birmanie se qualifie pour la Coupe de l'AFC 2019. Yangon United ayant réussi le doublé la deuxième place est qualificative pour la Coupe de l'AFC 2019.

## Les clubs participants
- Yadanarbon FC
- Yangon United
- Magwe FC
- Shan United
- Zwekapin United
- GFA FC
- Southern Myanmar United
- Hantharwady United
- Ayeyawady FC
- Rakhapura United
- Sagaing United - Promu de MNL-2
- Myawady FC - Promu de MNL-2

## Compétition
Le barème utilisé pour établir le classement est le suivant :
- Victoire : 3 points
- Match nul : 1 point
- Défaite : 0 point

| Rang | Équipe                  | Pts | J  | G  | N | P  | Bp | Bc | Diff |
| ---- | ----------------------- | --- | -- | -- | - | -- | -- | -- | ---- |
| 1    | Yangon UnitedC          | 51  | 22 | 16 | 3 | 3  | 54 | 20 | +34  |
| 2    | Shan UnitedT            | 50  | 22 | 15 | 5 | 2  | 33 | 13 | +20  |
| 3    | Zwekapin United         | 40  | 22 | 12 | 4 | 6  | 30 | 21 | +9   |
| 4    | Hantharwady United      | 36  | 22 | 11 | 3 | 8  | 36 | 23 | +13  |
| 5    | Yadanarbon FC           | 34  | 22 | 9  | 7 | 6  | 37 | 30 | +7   |
| 6    | Southern Myanmar United | 30  | 22 | 8  | 6 | 8  | 31 | 30 | +1   |
| 7    | Magwe FC                | 30  | 22 | 8  | 6 | 8  | 26 | 26 | 0    |
| 8    | Ayeyawady United        | 30  | 22 | 8  | 6 | 8  | 38 | 45 | -7   |
| 9    | Rakhapura United        | 28  | 22 | 8  | 4 | 10 | 34 | 30 | +4   |
| 10   | Sagaing UnitedP         | 21  | 22 | 5  | 6 | 11 | 27 | 40 | -13  |
| 11   | GFA FC                  | 20  | 22 | 5  | 5 | 12 | 24 | 40 | -16  |
| 12   | Myawady FCP             | 2   | 22 | 0  | 2 | 20 | 12 | 66 | -54  |

|  | Qualification pour le tour préliminaire de la Ligue des champions de l'AFC 2019 |
|  | Qualification pour la Coupe de l'AFC 2019                                       |
|  | Relégation directe en deuxième division                                         |
|  | T : Tenant du titre C : Vainqueur de la Coupe de Birmanie P : Promu de MNL-2    |

- GFA FC se renomme en fin de saison Chinland Football Club, le club profite du désistement de Royal Thanlyin de participer à la saison 2018-2019, le club se maintient en Myanmar National League.

## Bilan de la saison
| Championnat de Birmanie de football 2018              |                          |
| Champion                                              | Yangon United (5e titre) |
| Coupes et trophées                                    |                          |
| Vainqueur de la Coupe de Birmanie 2018                | Yangon United            |
| Qualifications continentales                          |                          |
| Ligue des champions de l'AFC 2019 (tour préliminaire) | Yangon United            |
| Coupe de l'AFC 2019                                   | Shan United              |
| Promotions et relégations                             |                          |
| Promus en Myanmar National League                     | Dagon FC                 |
| Relégués en MNL-2                                     | Myawady FC               |